# Nicole Horseherder
Nicole Horseherder (* 1975 in der Black Mesa Region, Navajo Nation, USA) ist eine Diné, Umweltaktivistin und Mitbegründerin und Leiterin der Organisation Tó Nizhóní Ání („Sacred Water Speaks“). Sie setzt sich seit den 2000er Jahren für Umweltgerechtigkeit, den Schutz von Wasserressourcen und eine gerechte Energiewende auf dem Gebiet der Navajo Nation ein.

## Ausbildung
Nicole Horseherder wuchs in der Black Mesa Region der Navajo Nation auf. Sie absolvierte ein Bachelorstudium in Familien- und Konsumressourcen an der University of Arizona und erlangte 1998 einen Masterabschluss in Linguistik an der University of British Columbia.

## Wirken

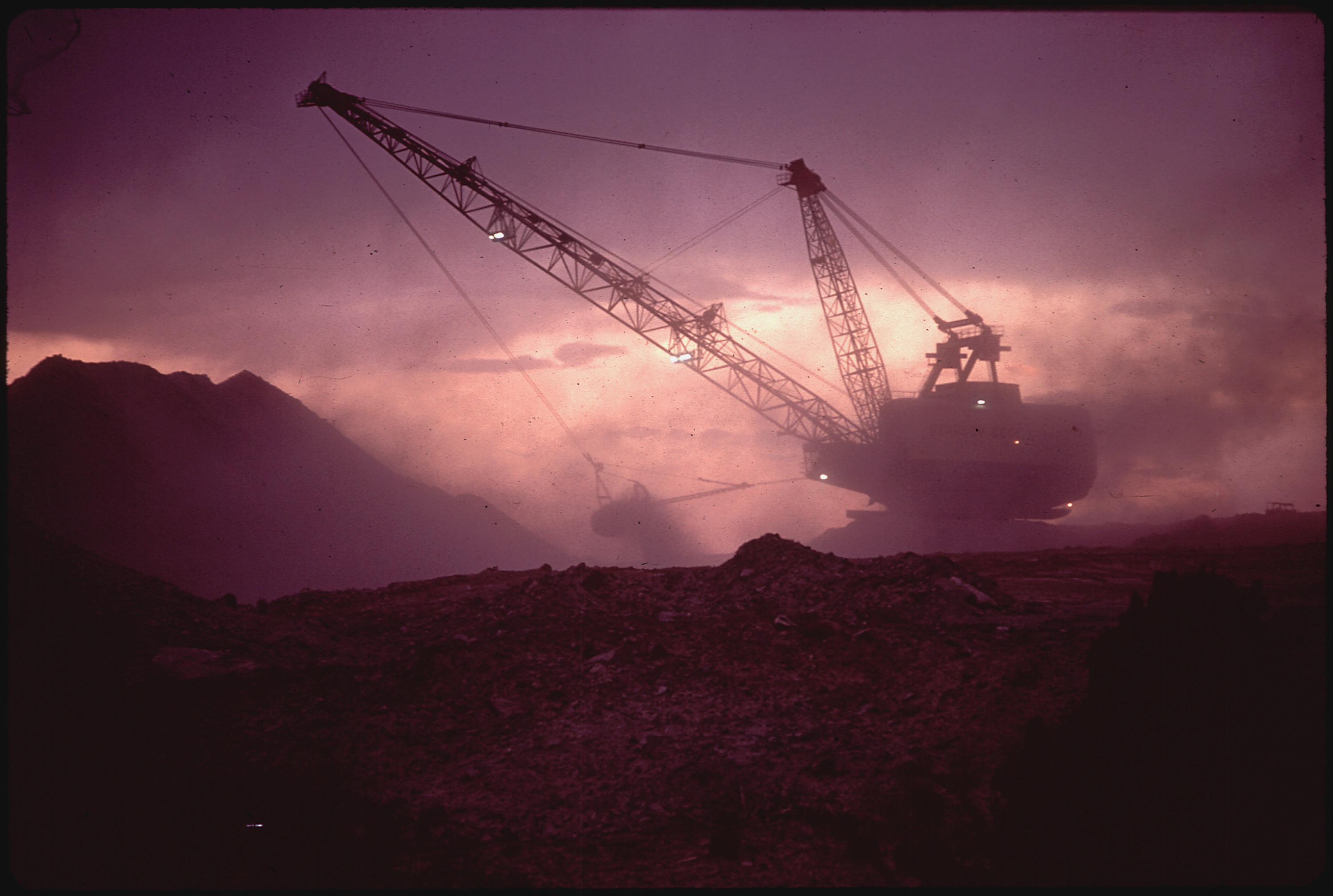
Peabody coal campany 1972

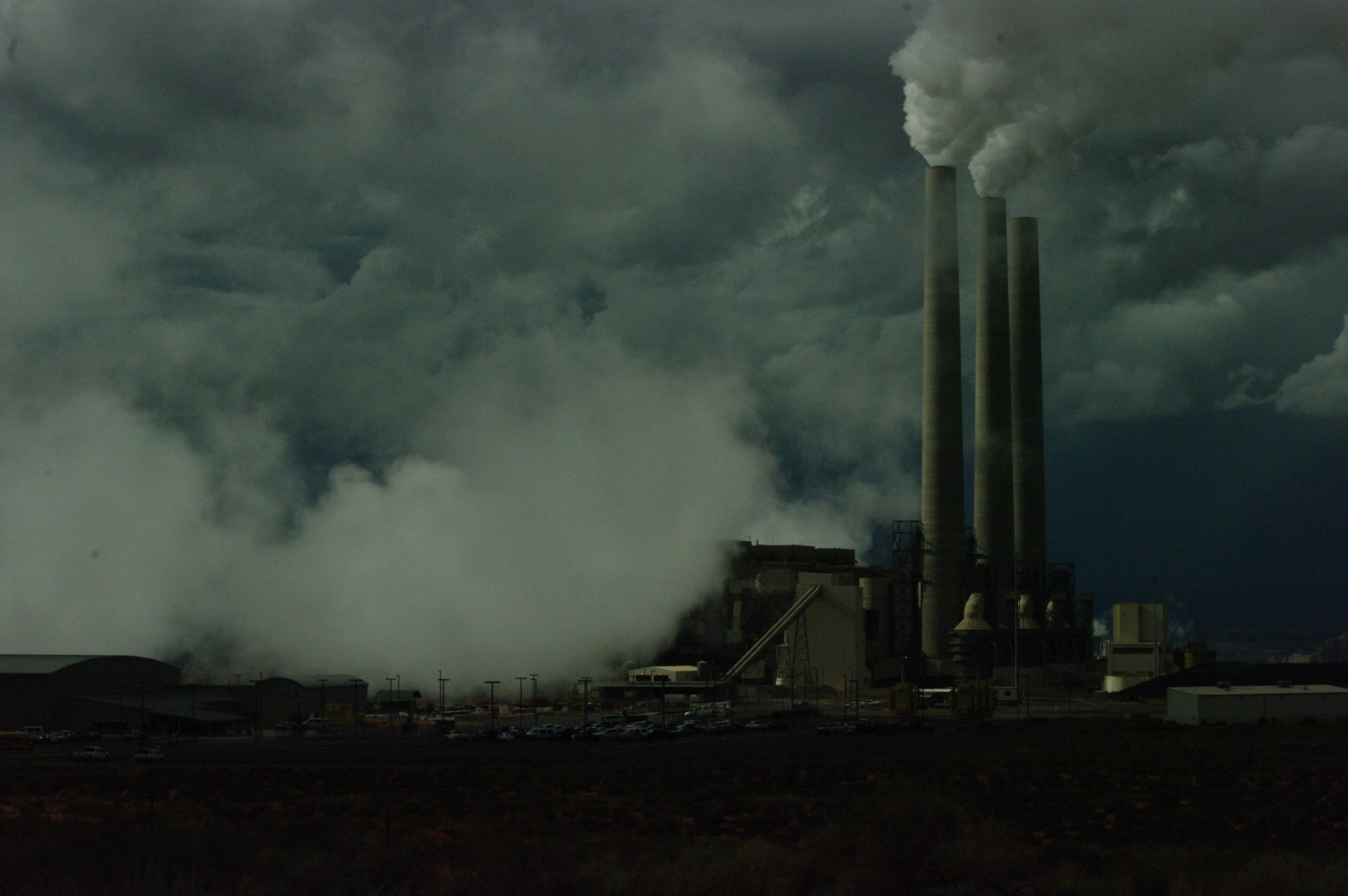
Navajo generating station

Nach ihrer Rückkehr 1998 in ihre Heimat erfuhr Horseherder, dass die für die Wasserversorgung ihrer Familie zuständige Quelle durch die Peabody Western Coal Company für den Transport von Kohleschlamm abgepumpt wurde. Die Kohle wurde durch eine Pipeline aus dem Tagebau zum 439 km entfernten Mojave-Kohlekraftwerk gebracht. Für den Transport in der Rohrleitung musste die feingemahlene Kohle mit Wasser vermengt werden, wofür jährlich 1,2 Milliarden Liter aus den Navajo-Grundwasservorkommen und dem Coconino-Grundwasservorkommen abgepumpt wurden. Die dadurch verursachte Absenkung des Grundwasserspiegels gefährdete das Überleben des Stammes akut. Es führte zur Erschöpfung des einzigen regionalen Aquifers und zur Belastung der Luft mit Kohlenstaub. Angespornt von den Ältesten ihrer Gemeinschaft, begann sie, sich für den Umweltschutz einzusetzen. 2000 gründete sie gemeinsam mit anderen die Organisation Tó Nizhóní Ání. Unter ihrer Leitung setzte sich die Organisation erfolgreich dafür ein, die Kohlemine Black Mesa Mine zu schließen und die industrielle Nutzung des Aquifers zu beenden.
Ein weiteres Ziel war die Schließung der Navajo Generating Station, eines der größten Kohlekraftwerke im Westen der USA. Dieses wurde 2019 geschlossen und 2021 abgerissen. Heute konzentriert sich Tó Nizhóní Ání auf die Dekontamination von Industriestandorten und die Förderung einer gerechten Energiewende auf indigenem Land.
Horseherder setzt sich für eine Energiewende ein, die den Bedürfnissen der indigenen Gemeinschaften gerecht wird. Sie fördert Projekte zur Nutzung erneuerbarer Energien wie Wind- und Solarenergie, die direkt der Navajo Nation zugutekommen. Dabei betont sie die Bedeutung der Selbstversorgung und die Nutzung traditioneller ökologischer Kenntnisse. Sie kritisiert Projekte, die Ressourcen für entfernte Städte nutzen, ohne den lokalen Gemeinschaften zu dienen. Ihre Vision umfasst die Entwicklung von Selbstversorgung in den Bereichen Wasser, Nahrung und Energie.

## Politische Bedeutung
Sie ist eine anerkannte Umweltaktivistin mit weitreichender Wirkung. Sie hatte maßgeblichen Anteil an der Schließung der Black Mesa Mine und der Navajo Generating Station, zwei Großprojekten mit erheblicher ökologischer Problematik. Als Direktorin von Tó Nizhóní Ání spielt sie eine zentrale Rolle im Kampf für Umweltgerechtigkeit auf indigenem Land.
Ihre Arbeit wurde mehrfach von renommierten internationalen Medien aufgegriffen, darunter dem Time Magazin. Ihre Positionen wurden zudem in Fachkreisen der Umwelt- und Energiepolitik diskutiert.
Sie steht exemplarisch für die Verbindung von traditioneller indigenen Kultur mit moderner Umweltpolitik. Ihre Arbeit stärkt die Selbstbestimmung der Navajo Nation und setzt internationale Maßstäbe in Sachen „Just Transition“ (gerechter Strukturwandel).
Sie stellt sich nicht nur gegen die Umweltpolitik von Donald Trump, der Kohleminen wiederbeleben möchte, sondern auch gegen den aktuellen Präsidenten der Navajo Nation, Buu Nygren, der auf Modernisierung setzt, aber nicht auf Umweltschutz. Im Januar 2025 hat sie eine Konferenz mit anderen Umweltschutz- und Graswurzelbewegungen organisiert, darunter Seeds of Harmony, Haul No!, Western Environmental Law Center und San Juan Citizens Alliance. Themen waren mehrere aktuelle Umweltprobleme der Navajo Nation, insbesondere Wasserrechte, Urantransporte, Carbon Storage und eine Pipeline für blauen Wasserstoff. Horseherder betonte dabei, dass die indigenen Bewegungen und die globalen Umweltbewegungen für dasselbe Ziel arbeiten.

## Auszeichnungen und Anerkennung
Für ihr Engagement erhielt Horseherder 2023 den Heinz Award in der Kategorie Umwelt. Die Heinz Family Foundation würdigte sie als „eine Kraft, mit der man rechnen muss“, die sich für die Verantwortung der Industrie gegenüber indigenen Gemeinschaften einsetzt.
2023 wurde sie auch für den Dr. Espanola Jackson Energy Justice Award nominiert.

## Persönliches Leben
Als Mutter und Großmutter lebt Horseherder mit ihrer Familie in Hardrock im Navajo County in Arizona. Ihr Haus hat kein fließendes Wasser, da es unerschwinglich ist, bis zur nächsten Grundwasserleiter mit Trinkwasser zu bohren. Zweimal pro Woche fährt sie mit ihrem Pickup, der einen 2000-Liter-Tank auf einem Tieflader zieht, zu einem 40 Kilometer entfernten Gemeindebrunnen. Sie engagiert sich aktiv in ihrer Gemeinschaft, indem sie junge Menschen für Umweltgerechtigkeit sensibilisiert und traditionelle Werte in ihre Arbeit integriert. Ihre Arbeit ist von der Überzeugung geprägt, dass der Schutz der Umwelt und der kulturellen Werte der Navajo Nation untrennbar miteinander verbunden sind.